# Discografia de Hikaru Utada

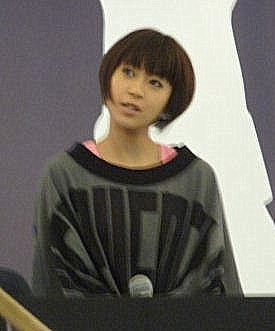
Hikaru Utada in New York 20090325.

Esta é a discografia da cantora pop nipo-americana Hikaru Utada. Utada vendeu uma estimativa de 35,218,570 cópias no Japão.

## Álbuns

### Álbuns de estúdio
| Álbum #       | Informações do álbum | Posição | Posição | Posição | Posição | Posição | Cópias Vendidas (Oricon)                                       | Cópias Vendidas (Internacional) |
| Álbum #       | Informações do álbum | JPN     | EUA     | TWN     | HK      | INT     | Cópias Vendidas (Oricon)                                       | Cópias Vendidas (Internacional) |
| ------------- | --- | ------- | ------- | ------- | ------- | ------- | -------------------------------------------------------------- | ------------------------------- |
| 1º em inglês  | "Precious" - Cubic U - Lançado: 28 de janeiro de 1998 - Duração: 54:42 | #4      | —       | —       | —       | —       | 702.060 (Japão)                                                | 702.060+                        |
| 1º em japonês | "First Love" - Lançado: 10 de março de 1999 - Duração: 54:17 - Certificação RIAJ: 7x Milhão (Japão) | #1      | —       | #1      | #1      | #1      | 7.650.251 Nota: álbum mais vendido de todos os tempos no Japão | 10.056.000+                     |
| 2º em japonês | "Distance" - Lançado: 28 de março de 2001 - Duração: 64:26 - Certificação RIAJ: 4x Milhão | #1      | —       | #1      | #1      | #1      | 4.469.135                                                      | 5.440.000+                      |
| 3º em japonês | "Deep River" - Lançado: 19 de junho de 2002 - Duração: 54:54 - Certificação RIAJ: 3x Milhão | #1      | —       | #1      | #1      | #1      | 3.604.588                                                      | 4.020.000+                      |
| 2º em inglês  | "Exodus" - Lançado: - Japão: 8 de setembro de 2004 - EUA: 5 de outubro de 2004 - ING: 26 de setembro de 2005 - BRA: 17 de Novembro de 2004 - Re-Lançamento Exclusivo do Japão: 20 de setembro de 2006 - Duração: 54:17 | #1      | #160    | #1      | #1      | #1      | 1.074.393                                                      | 1.350.000                       |
| 4º em japonês | "Ultra Blue" - Lançado: 14 de junho de 2006 - Duração: 56:38 - Certificação RIAJ: Milhão | #1      | —       | #3      | #1      | #1      | 1.000.000                                                      | 1.600.000+                      |
| 5º em japonês | Heart Station - Lançado: 19 de março de 2008 - Duração: 56:54 - Certificação RIAJ: Milhão | #1      | —       | #1      | #1      | #1      | 1.100.000                                                      | 2.000.000                       |
| 3º em inglês  | "This Is the One" - Lançado: - Japãp: 14 de Março de 2009 - EUA: (Digital): 24 de Março de 2009 - EUA: 12 de Maio de 2009 - ING: TBA - AUS: TBA - BRA: TBA - Duração: 37:09 - Certificação pela RIAJ: Platinum         | #3      | #69     | #2      | —       | —       | 250.000                                                        | 500.000                         |
| 6º em japonês | Fantôme - Lançado: 28 de setembro de 2016 - Duração: 49:45 - Certificação RIAJ: Tripla Platina | #1      | —       | #1      | #1      | #1      | 700.000                                                        | 1.000.000                       |
| 7º em japonês | Hatsukoi - Lançado: 27 de junho de 2018 - Duração: - Certificação RIAJ: Platina | #1      | —       | #1      | #1      | #1      | 800.000                                                        | 4.397.367                       |

### Álbuns como U3
| Ano  | Título                                                                           |
| ---- | -------------------------------------------------------------------------------- |
| 1993 | Star - Lançado em: 17 de setembro de 1993 - Linguagem: Japonês                   |
| 2003 | Are Kara 10 Nen Kinen Ban - Lançado em: 21 de junho de 2003 - Linguagem: Japonês |

### Álbuns de compilações
| Álbum #   | Informações sobre o Álbum | Posição nas Paradas Musicais | Posição nas Paradas Musicais | Posição nas Paradas Musicais | Posição nas Paradas Musicais | Posição nas Paradas Musicais | Cópias Vendidas (Oricon)            | Cópias Vendidas (Internacional) |
| Álbum #   | Informações sobre o Álbum | JPN                          | EUA                          | TWN                          | HK                           | INT                          | Cópias Vendidas (Oricon)            | Cópias Vendidas (Internacional) |
| --------- | --- | ---------------------------- | ---------------------------- | ---------------------------- | ---------------------------- | ---------------------------- | ----------------------------------- | ------------------------------- |
| 1st       | "Utada Hikaru Single Collection Vol. 1" - Laçamento: 31 de março de 2004 - Formatos: CD, digital download - Duração: 75:12                                        | 1                            | —                            | 1                            | 1                            | 1                            | \| 2,620,000 \| (ainda nas paradas) | 3.000.000+^ (ainda nas paradas) |
| 2nd       | "1998-2005 All For You: UH Premium Single Box Set" - Laçamento: 11 de outubro de 2005 na Coréia do Sul - Formatos: 15 CD box-set, DVD - Duração:                  | —                            | —                            | —                            | —                            | —                            | —                                   | —                               |
| 3rd       | "Utada Hikaru Single Collection Vol. 2" - Laçamento: 24 de novembro de 2010 - Formatos: 2CD, 2CD/DVD, digital download - Duração: 61:39 (disco 1) 24:07 (disco 2) | 1                            | —                            | 6                            | 1                            | —                            | 500.000                             | 1.000.000                       |
| 4th       | "Utada the Best" - Laçamento: 24 de novembro de 2010 - Formatos: CD, digital download - Duração: 68:39                                                            | 12                           | —                            | —                            | —                            | —                            | 22..000                             | 22.000                          |
| 5th       | "Utada Hikaru Single Collection Vol.1+2 HD" - Laçamento: 09 de dezembro de 2014 - Formatos: USB - Apenas 5.000 cópias - Duração:                                  | —                            | —                            | —                            | —                            | —                            | 5.000                               | 5.000                           |
| 2,620,000 | |                              |                              |                              |                              |                              |                                     |                                 |

## Singles
Todas as músicas foram escritas por Utada, com exceção de: "Time Limit", co-escrita por Takuro do grupo GLAY; "You Make Me Want To Be A Man" e "Exodus'04", co-escritas por Timbaland; "Close To You", escrita por Burt Bacharach e Hal David; "Do You", escrita por Ne-Yo.
| Lançamento                               | Título                                   | Posição na Oricon (Japão) | Posição na Oricon (Japão) | Posição na Oricon (Japão) | Posição na Oricon (Japão) | Posição na Oricon (Japão) | Posição na Billboard (Japão) | Posição na Billboard (Japão) | Posição na Billboard (Japão) | Downloads Legais (todos os formatos) | Álbum                                 |  |
| Lançamento                               | Título                                   | Posição alcançada         | Posição alcançada         | Posição alcançada         | Vendas                    | Vendas                    | Hot 100 (As 100 Mais)        | Hot Airplay                  | Hot Singles                  | Downloads Legais (todos os formatos) | Álbum                                 |  |
| Lançamento                               | Título                                   | Diária                    | Semanal                   | Anual                     | Estréia                   | Ao todo                   | Hot 100 (As 100 Mais)        | Hot Airplay                  | Hot Singles                  | Downloads Legais (todos os formatos) | Álbum                                 |  |
| ---------------------------------------- | ---------------------------------------- | ------------------------- | ------------------------- | ------------------------- | ------------------------- | ------------------------- | ---------------------------- | ---------------------------- | ---------------------------- | ------------------------------------ | ------------------------------------- |  |
| 1998                                     | "Automatic / Time Will Tell" - 8 cm      | —                         | 4                         | 22                        | 17,990                    | 772,080                   | —                            | —                            | —                            | 500,000+                             | First Love                            |  |
| 1998                                     | "Automatic / time will tell" - 12 cm     | —                         | 2                         | 5                         | 24,220                    | 1,290,700                 | —                            | —                            | —                            | 500,000+                             | First Love                            |  |
| 1999                                     | "Movin' on without you" - 8 cm           | —                         | 5                         | —                         | 101,360                   | 346,820                   | —                            | —                            | —                            | —                                    | First Love                            |  |
| 1999                                     | "Movin' on without you" - 12 cm          | 1                         | 1                         | 16                        | 372,170                   | 879,760                   | —                            | —                            | —                            | —                                    | First Love                            |  |
| 1999                                     | "First Love" - 8 cm                      | —                         | 6                         | —                         | 68,040                    | 303,430                   | —                            | —                            | —                            | 700,000+                             | First Love                            |  |
| 1999                                     | "First Love" - 12 cm                     | —                         | 2                         | —                         | 196,850                   | 500,890                   | —                            | —                            | —                            | 700,000+                             | First Love                            |  |
| 1999                                     | "Addicted To You"                        | 1                         | 1                         | 6                         | 1,067,510                 | 1,784,050                 | —                            | —                            | —                            | —                                    | Distance                              |  |
| 2000                                     | "Wait & See ~Risk~"                      | 1                         | 1                         | 3                         | 804,570                   | 1,662,060                 | —                            | —                            | —                            | —                                    | Distance                              |  |
| 2000                                     | "For You / Time Limit"                   | 1                         | 1                         | 18                        | 451,640                   | 909,000                   | —                            | —                            | —                            | —                                    | Distance                              |  |
| 2001                                     | "Can You Keep A Secret?"                 | 1                         | 1                         | 1                         | 783,620                   | 1,484,940                 | —                            | —                            | —                            | —                                    | Distance                              |  |
| 2001                                     | "Final Distance"                         | —                         | 2                         | 24                        | 225,860                   | 582,120                   | —                            | —                            | —                            | —                                    | Deep River                            |  |
| 2001                                     | "Traveling"                              | 1                         | 1                         | 2                         | 277,100                   | 856,140                   | —                            | —                            | —                            | —                                    | Deep River                            |  |
| 2002                                     | "Hikari"                                 | 1                         | 1                         | 10                        | 270,370                   | 598,130                   | —                            | —                            | —                            | —                                    | Deep River                            |  |
| 2002                                     | "Sakura Drops / Letters"                 | 1                         | 1                         | 6                         | 400,390                   | 686,720                   | —                            | —                            | —                            | 100,000                              | Deep River                            |  |
| 2003                                     | "Colors"                                 | 1                         | 1                         | 3                         | 437,903                   | 893,790                   | —                            | —                            | —                            | —                                    | Ultra Blue                            |  |
| 2004                                     | "Dareka no Negai ga Kanau Koro"          | 1                         | 1                         | 14                        | 150,020                   | 365,206                   | —                            | —                            | —                            | —                                    | Ultra Blue                            |  |
| 2005                                     | "Be My Last"                             | 1                         | 1                         | 70                        | 80,064                    | 150,928                   | —                            | —                            | —                            | 2,000,000 +                          | Ultra Blue                            |  |
| 2005                                     | "Passion"                                | 2                         | 4                         | 91                        | 49,242                    | 112,345                   | —                            | —                            | —                            | 1,000,000 +                          | Ultra Blue                            |  |
| 2006                                     | "Keep Tryin'"                            | 1                         | 2                         | 82                        | 70,147                    | 125,077                   | —                            | —                            | —                            | 2,000,000                            | Ultra Blue                            |  |
| 2006                                     | "This Is Love"                           | —                         | —                         | —                         | —                         | —                         | —                            | —                            | —                            | 1,500,000 +                          | Ultra Blue                            |  |
| 2006                                     | "Boku wa Kuma"                           | 4                         | 4                         | 127, 72                   | 39,715                    | 147,041                   | —                            | —                            | —                            | 870,000                              | Heart Station                         |  |
| 2007                                     | "Flavor Of Life"                         | 1                         | 1                         | 2                         | 270,605                   | 650,510                   | 1                            | —                            | —                            | 8,180,000                            | Heart Station                         |  |
| 2007                                     | "Beautiful World / Kiss & Cry"           | 1                         | 2                         | 20                        | 93,518                    | 235,050                   | —                            | —                            | —                            | 2,890,000                            | Heart Station                         |  |
| 2008                                     | "Heart Station / Stay Gold"              | 2                         | 3                         | 102                       | 48,430                    | 76,762                    | 2                            | 1                            | 3                            | 1,960,000                            | Heart Station                         |  |
| 2008                                     | "Fight the Blues"                        | —                         | —                         | —                         | —                         | —                         | 1                            | 1                            | —                            | 130,000                              | Heart Station                         |  |
| 2008                                     | "Prisoner of Love"                       | 2                         | 2                         | 95                        | 38,902                    | 81,626^                   | 2                            | 6                            | 2                            | 2,900,000                            | Heart Station                         |  |
| 2008                                     | "Eternally -Drama Mix-"                  | —                         | —                         | —                         | —                         | —                         | 36                           | —                            | —                            | 500,000 +                            |                                       |  |
| 2009                                     | "Beautiful World: Planitb Acoustica Mix" | —                         | —                         | —                         | —                         | —                         | 8                            | 5                            | 2                            | —                                    | Utada Hikaru Single Collection Vol. 2 |  |
| 2010                                     | "Hymne à l'amour (Ai no Anthem)"         | —                         | —                         | —                         | —                         | —                         | —                            | 7                            | —                            | —                                    | Utada Hikaru Single Collection Vol. 2 |  |
| 2010                                     | "Goodbye Happiness"                      | —                         | —                         | —                         | —                         | —                         | 1                            | 1                            | —                            | 2,000,000+                           | Utada Hikaru Single Collection Vol. 2 |  |
| 2012                                     | "Sakura Nagashi"                         | 3                         | 3                         | —                         | 20,681                    | 31,641                    | 2                            | 2                            | —                            | 350,000+                             | Fantôme                               |  |
| 2016                                     | "Hanataba wo Kimi ni"                    |                           |                           |                           |                           |                           | 2                            |                              | -                            | 100,000+                             | Fantôme                               |  |
| 2016                                     | "Manatsu no Tooriame"                    |                           |                           |                           |                           |                           | 5                            |                              |                              | 100,000+                             | Fantôme                               |  |
| 2017                                     | "Oozora de Dakishemete"                  |                           |                           |                           |                           |                           | 1                            |                              |                              |                                      | 7º álbum japonês                      |  |
| 2017                                     | "Forevermore"                            |                           |                           |                           |                           |                           | 1                            |                              |                              |                                      | 7º álbum japonês                      |  |
| 2017                                     | "Anata"                                  |                           |                           |                           |                           |                           |                              |                              |                              |                                      | 7º álbum japonês                      |  |
| Músicas que chegaram ao topo das paradas | Músicas que chegaram ao topo das paradas | 14                        | 12                        | 1                         |                           |                           |                              |                              |                              |                                      |                                       |  |

Legendas:
- ^ = TBA
- — = Nenhuma ou TBD
- +/- = Aproximadamente

### Singles Internacionais
| Ano  | Título                         | Posição alcançada | Álbum           |
| ---- | ------------------------------ | --- | --------------- |
| 1997 | "I'll Be Stronger"             | — | —               |
| 1997 | "Close to You (Como Cubic U)"  | — | Precious        |
| 2000 | "Fly Me to the Moon (Remix)"   | 16 (Oricon Japão) | —               |
| 2004 | "Easy Breezy"                  | — | Exodus          |
| 2004 | "Devil Inside"                 | 1 (Billboard Club) | Exodus          |
| 2005 | "Exodus '04"                   | 24 (Billboard Club) | Exodus          |
| 2005 | "You Make Me Want to Be a Man" | 227 (Paradas do Reino Unido) | Exodus          |
| 2007 | "Do You"                       | 2 (iTunes Japão) | Single Digital  |
| 2009 | "Come Back to Me"              | 1 (iTunes Japão), 3 (Japan Hot 100), 93 (US Pop 100), 100 (US Hot 100 Airplay),50 (US Pop 100 Airplay), 39 (US Rhythmic 40 Airplay),5 (US Club Play), 1 (JP Hot 100 Airplay), | This Is The One |
| 2009 | "Sanctuary"                    | — | This Is The One |
| 2009 | "Dirty Desire"                 | 16 (US Club Play) | This Is The One |

### Singles U3
| Número de Lançamento | Informação |
| -------------------- | --- |
| 1º                   | "Rainy Day" - Lançamento: 1995                                                                                     |
| 2º                   | "New Life" - Lançamento: 1995                                                                                      |
| 3º                   | "Tsumetai Tsuki -Nakanaide-" - Lançamento: 1996                                                                    |
| 4º                   | "Thank You" - Lançamento: 1999                                                                                     |
| 5º                   | "Golden Era" - Lançamento: 1999                                                                                    |
| 6º                   | "Kodomo-tachi no Uta ga Kikoeru" - Lançamento: 2003                                                                |
| 7º                   | "9 Sai No omoide" - Contém os singles anteriores "Kodomo-tachi no Uta ga Kikoeru" e "Thank You" - Lançamento: 2009 |

## Outros

### Outras Gravações
- Colors (Godson Mix) – usado em um comercial do carro "Toyota Wish" em 2004. Não foi lançado comercialmente.
- Hikari - Video Game Kingdom Hearts (Versão em Japonês da música tema do jogo)
- Simple and Clean - Video Game Kingdom Hearts (Versão em Inglês da música tema do jogo)
- Passion - Video Game Kingdom Hearts II (Versão em Japonês da música tema do jogo)
- Sanctuary - Video Game Kingdom Hearts II (Versão em Inglês da música tema do jogo)
- Blow My Whistle feat. Foxy Brown - Trilha Sonora de A Hora do Rush 2 (Produzido por The Neptunes)

### Participações
- Japonês
  - Beautiful Drivin' Classic — Wish (6 de novembro de 2003)
  - One Night Magic - Yamada Masashi (dezembro de 2006) (Ultra Blue)

- Inglês
  - I Won't Last a Day Without You (featuring Shiina Ringo) — do álbum de Shiina Ringo Utaite Myōri: Sono Ichi (唄ひ手冥利 ～其ノ壱～, Singer's Luck ~part one~) (canção original de The Carpenters)
  - Blow My Whistle (featuring Foxy Brown) — Trilha Sonora de A Hora do Rush 2 da  Def Jam  (31de julho de 2001)
  - By Your Side (featuring Kiley Dean) — Unity: Official Athens 2004 Olympic Games (27 de julho de 2004)
  - Do You (featuring Ne-Yo) — Presente na versão japonesa do single digital de Ne-Yo, "Do You", do álbum "Because of You" (31de julho de 2007)

### Otras Músicas
- "Save the Best for Last" - Ela cantou o refrãos da música originalmente de Vanessa L. Williams em seu 20º anivesário. Mencionou que esta é sua 'canção arma' durante sessões de karaoke. (UH Live Streaming 20 Dai wa Ikeike!)
- "I Love You" - Em sua turnê "Bohemian Summer 2000", ela fez um cover da canção de Yutaka Ozaki em tributo a ele.
- "Living on My Own" - Em sua turnê "Bohemian Summer 2000" , ela fez um cover da canção de Freddie Mercury.
- "Take on Me" - Em sua turnê "Bohemian Summer 2000", ela fez um cover da canção do A-ha.
- "With or Without You" - ela fez um cover da canção do U2 em seu especial MTV Unplugged.
- "Playback part 2" - Um cover da canção de Momoe Yamaguchi, também foi performada na turnê "Bohemian Summer 2000".
- "Boulevard of Broken Dreams" - Ela fez um cover da canção do Green Day juntamente com sua canção "Passion" no Natal de 2005. Estiveram disponíveis para download na internet por um curto período de tempo.
- "Let It Snow" - Em 30 de novembro de 2009, no Studio Coast em Tokyo, Mika cantou em dueto com Utada.
- "The Bitter End" - Durante sua turnê "Utada: In The Flesh 2010", Utada fez um cover da canção do Placebo em cada uma de suas apresentações.
- "Across the Universe" - Nos concertos "Wild Life", Utada cantou um cover da canção dos 'The Beatles' tocando violão (também acompanhada de outo violonista).